# Ha-Maggid

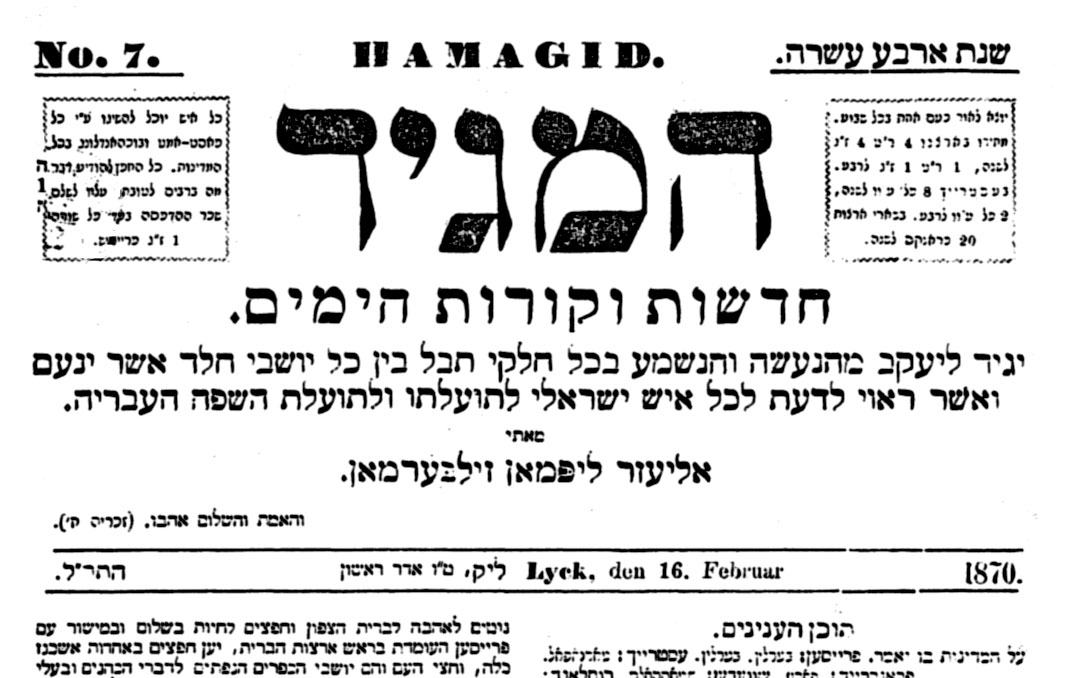
Ha-Maggid (Hamagid)

Ha-Maggid (hebräisch; „Der Prediger“) war die erste hebräische Wochenzeitung in Preußen. Sie wurde von 1856 bis 1903 veröffentlicht.

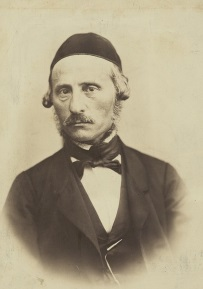
Eliezer Lipman Silbermann, Gründer der Zeitung

Die Zeitung wurde 1856 im ostpreußischen Lyck (heute Ełk, Polen), an der Grenze zu Russland, gegründet. 
Sie war die erste Wochenzeitung der Welt, die in hebräischer Sprache veröffentlicht wurde, und eine der ersten Erscheinungsformen der Presse in dieser Sprache. Sie war vor allem für die im Russischen Reich lebenden Juden gedacht, hatte aber eine internationale und sogar interkontinentale Reichweite. Aufgrund der Zensur wurde sie jedoch auf dem Gebiet des Königreichs Preußen, in der Stadt Lyck (dem heutigen Ełk), veröffentlicht.
Sie richtete sich hauptsächlich an die russischen Maskilim. Initiator, Inhaber der Zeitung war der Autodidakt E. L. Silbermann (1819–1882), der sich nach anderen Berufen dem Journalismus zuwandte, zusammen mit David Gordon als Redakteur amtierte und später von der Universität Leipzig für seine Verdienste um den jüdischen Journalismus ausgezeichnet wurde.
Mendele Moicher Sforim veröffentlichte in der Zeitung sein erstes Plädoyer für eine Bildungsreform und schrieb über den Nutzen von russischem Sprachunterricht für jüdische Kinder.
Nach dem Tod David Gordons im Jahre 1886 geriet die Zeitung in wirtschaftliche Schwierigkeiten, und sie wurde durch hebräische Publikationen wie Ha-Meliz und Ha-Zefira überflügelt.